# 紀元前172年
紀元前172年（きげんぜん172ねん）は、ローマ暦の年である。

## 他の紀年法
- 干支 : 庚午
- 日本
  - 孝元天皇44年
  - 皇紀490年
- 中国
  - 前漢 : 文帝9年
- 朝鮮
  - 檀紀2163年
- 仏滅紀元 : 374年
- ユダヤ暦 : 3589年 - 3590年

## できごと

### ギリシア
- ペルガモン王国のエウメネス2世は共和政ローマを訪れ、ローマ元老院に対しマケドニア王国のペルセウスの脅威について警告した。ローマからの帰途、エウメネス2世はデルポイで殺されそうになり、ペルセウスはその扇動者としての嫌疑を受けた。

### セレウコス朝
- アンティオコス3世の治世の頃から、ユダヤに住むユダヤ人は大祭司の下での広範な自治を享受することができた。しかし彼らは保守派と、ヘレニズムに友好的な革新派の2つの派閥に分かれた。アンティオコス4世は財政的見返りを期待して革新派を支援した。十分な見返りと引き替えに彼はユダヤの大祭司ヤソンに対し、エルサレムにギムナジウムを建設し、ギリシア流の教育法を導入する許可を与えた。ヤソンがメネラウスに、アンティオコス4世に金銭を送るよう手紙を送ると、ヤソンは突然解任された。メネラウスはこの機会を利用して、アンティオコス4世に自身を大祭司として認めさせた。

### カルタゴ
- 第二次ポエニ戦争後に結ばれた平和条約により、紛争中のカルタゴの国境線についてはローマ元老院に委ねられ、カルタゴが戦争をする場合はローマの承認が必要となった。結果としてカルタゴからの特命使節は、ローマ元老院がヌミディアとの国境紛争を解決するよう要求する前に到着し、この紛争はヌミディアの主張に沿うように解決された。